# Rotter (motorfiets)
Rotter is een Duits historisch merk van motorfietsen.
Motorfahrzeugfabrik Schönebeck, Schönebeck a.d. Elbe (1924-1925).
Voor 1914 was deze firma de bouwer van het Welt-Rad, halverwege de jaren twintig kwamen er lichte motorfietsen met 142 cc DKW-tweetaktmotoren.